# Oral history
Az angol eredetű oral history kifejezés, amelyet olykor magyarul elbeszélt történelemnek, szóbeli tanúvallomásokra épülő történetírásnak fordítanak, de gyakran eredeti formájában használják, egy szakkifejezés egy történettudományi kutatási módszerre. Lényege az írásos és tárgyi dokumentumok mellett a szóbeliségre alapozó forrásanyag használata. Értékét széles körben elismerik, megkerülhetetlen más típusú források pusztulása esetén, kutatóintézetek gyűjteményeket hoznak létre rá alapozva, ugyanakkor kritikák is érik szubjektivitása folytán, és a „mértéktartó viszonyulást” javasolják vele szemben.

## A kifejezés eredete
A kifejezést a 20. század első felében Joe Gould (1889–1957) amerikai koldus alkotta meg, aki a világ leghosszabb könyvét ígérte környezetének „Korunk szóbeli története” (The Oral History of Our Time) címen. A könyv nem készült el.

## Eredete
Az oral history ugyan egy újabb, 20. század második felében megjelent történettudományi fogalom, ennek ellenére alapja nem új keletű. Korábbi évszázadokban a szájhagyomány bírt hasonló jelentőséggel a múlt elbeszélése területén, már Hérodotosz (Kr. e. 484–425) és Thuküdidész (Kr. e. 460–395) ókori görög történetírók is alkalmazták. A szájhagyománynak a modern időkben elsősorban a néprajzi kutatások során vették hasznát.
A 19. században kialakuló modern történettudomány azonban a korábbiaknak nagyobb hangsúlyt fektetett az írott források és tárgyi emlékek, régészeti leletek feldolgozására, és egy időre háttérbe szorult a szájhagyomány jelentősége. A 20. században azonban rájöttek arra, hogy más forrástípusok pusztulása miatt sokszor megkerülhetetlen továbbra is a szóbeliség figyelembe vétele. Az első modern értelemben vett történettudományi oral histroy archívum 1948-ban nyílt meg Allan Nevins (1890–1971) amerikai történész munkája nyomán a Columbia Egyetemen. Nagyobb számban az 1970-es évektől kezdtek oral history archívumok alakulni világszerte, a történelmet „alulnézetből”, a nagyobb tömegek, a „kisemberek” irányából szemlélő történeti kutatások elterjedése idején.
Az oral history másik elődjének az ugyancsak régi idők óta létező írott, de személyes jellegű memoár- vagy emlékiratirodalom tekinthető.

## Értéke
Az oral history használata megkerülhetetlen olyan témakörök kutatásakor, amikor más típusú (pl. írásos) emlékek nem vagy csak kis számban maradtak fenn a történelem viharai vagy egyéb tényezők folytán egy-egy eseményről, folyamatról. Tipikusan ilyenek lehetnek: háborús események, népirtások, népvándorlások, és egyéb tabusított események, például nők megerőszakolása a második világháborúban.

## Magyarországon
Magyarországon az elsők között valószínűleg a Munkásmozgalmi Intézet (1957-től Párttörténeti Intézet) kutatott 1962-től a Visszaemlékezés-gyűjtő Csoportjával ilyen történettudományi módszerrel a magyarországi munkásmozgalom múltjával kapcsolatban. Ugyanebben az időben kezdték el gyűjteni a Történeti Interjúk Tárához való interjúkat a Budapest Filmstúdió kezdeményezésére.  Később Benda Gyula (1943–2005) emelte ki a jelenség szerepét az 1956-os forradalom szereplőivel készített interjúk során. Véleménye szerint ezek használata nélkül nem is lehet hitelesen megírni a 20. század második felének történetét. A másik korán elkezdett oral historys kutatási téma a magyarországi holokauszt volt.
Az irányzat ismert képviselője Kun Miklós.

## Kritikája
Az oral history erősen szubjektív történelemképet mutathat. Mint dr. Nagy-Varga Anikó kiemeli:

„A visszaemlékezők a »saját igazságaik«, a bennük élő emlékek hálóján keresztül tárják fel élményeiket. Az oral history technikájának alkalmazása olyan megközelítését nyújtja az emberi viselkedés bemutatásának, a kapcsolatok feltárásának, amely az egyén szempontjából vetíti elénk a múlt emlékeit.”

## Amikor az oral historyt igazolja más forrás
A kritikák mellett ugyanakkor fontos kiemelni, hogy nem egy példa volt a 20. században, amikor évtizedek után előkerült, más típusú bizonyítékok igazolták egy-egy állítás valóságalapját. Néhány példa:
- Molotov–Ribbentrop-paktum (1939) – évtizedeken át legendának hitték a létezését, az 1980-as években került elő[forrás?],[10] orosz eredetijét csak 2019-ben mutatták be a nyilvánosságnak.[11]
- Fegyvert szállított a RMS Lusitania hajó elsüllyedése (1915) idején – évtizedeken át tagadták ezt az állítást, 2008-ban búvároknak sikerült fényképfelvételeket készíteni fegyvermaradványokról[12] (hogy a hajó vajon ezek következtében robbant-e fel, mint állítja a másik felvetés, egyelőre nem sikerült igazolni).

## További irodalom
- https://ujkor.hu/content/interjuzni-muszaj-a-magyar-oral-history-gyujtemenyek-tortenete

## Videótárak
- Magyarország videós arcképcsarnoka. YouTube